# Luhove, Sakî
Luhove (în ucraineană Лугове) este un sat în comuna Sîzivka din raionul Sakî, Republica Autonomă Crimeea, Ucraina.

## Demografie
Componența lingvistică a localității Luhove
     Rusă (80,32%)
     Ucraineană (19,68%)
Conform recensământului din 2001, majoritatea populației localității Luhove era vorbitoare de rusă (80,32%), existând în minoritate și vorbitori de ucraineană (19,68%).